# Набэсима Наохару (1821—1839)
Набэсима Наохару (яп. 鍋島 直晴, 25 июля 1821 — 28 сентября 1839) — японский даймё периода Эдо, 11-й правитель княжества Касима (1839).

## Биография
Сын Набэсимы Наонори, 9-го даймё Касимы, и Ацуко, дочери Набэсимы Наомасу, 7-го даймё Оги. Наонори ушёл в отставку за год до рождения Наохару, поэтому его усыновил 10-й даймё Касимы, Набэсима Наонага, а в 1839 году Наонага ушёл на покой и передал княжество Наохару.
Считается, что Набэсима Наохару был умён, и его ожидало блестящее будущее, но после становления даймё он внезапно умер в Фусими во время санкина котая в возрасте 18 лет. Ему наследовал его приёмный сын Наосага, двадцать восьмой сын Набэсимы Наринао.